# Jesper Worre
Jesper Worre (nascido em 5 de junho de 1959) é um ex-ciclista de estrada e pista dinamarquês, e atual presidente da União Ciclista da Dinamarca (Danmarks Cykle Union) (DCU).

## Biografia
Worre participou nos Jogos Olímpicos de Moscou 1980 e terminou em décimo nos 100 km de contrarrelógio por equipes.
Profissional entre 1982 e 1992, participou no Tour de France 1989, terminando em 88.º na classificação geral (en).
O maior sucesso de sua carreira foi alcançado na Volta a Espanha, onde, na edição de 1990, obteve uma vitória de etapa.
Worre foi testado positivo para amineptina, e confessou o uso de dopagem, recebendo uma suspensão adicional.
Worre agora é particularmente conhecido por sua forte e luta intransigente contra o uso de dopagem no ciclismo profissional em ambos os meios de comunicação e na União Ciclista da Dinamarca.

## Dopagem
1992: Jesper Worre considerado culpado de abuso de amineptina durante a competição.

## Palmarès
| 1983 - Giro del Veneto 1984 - 1 etapa no Tirreno-Adriático 1985 - 1 etapa na Volta a Dinamarca 1986 - Volta a Dinamarca | 1988 - Volta a Suécia, mais 2 etapas - Tour das Américas 1990 - 1 etapa na Volta a Espanha 1991 - 1 etapa na Volta a Argentina |